# 阿格雷然人
阿格雷然人或称阿格雷然鞑靼人（俄语：Агрыжанские татары），是俄羅斯阿斯特拉罕一個來自印度的穆斯林族羣，主要從事貿易。在1857年人口107人，他們現在已被阿斯特拉罕韃靼人同化。
最初他們其中至少一部分人是印度教徒。他们與同城的布哈拉商人密切接觸。已全部成為穆斯林。他们与吉兰韃靼人和布哈拉鞑靼人持有特权，直至1836年。